# Johann Meister (général, 1862)
Pour les articles homonymes, voir Meister.
Karl Theodor Johann Meister (né le 24 septembre 1862 sur le domaine de Calenberg près de Hanovre  et mort le 13 janvier 1943 à Dresde-Neustadt) est un général d'infanterie allemand.

## Biographie
Meister rejoint le 14 avril 1881 en tant que Fahnenjunker le 102e régiment d'infanterie (de) à Zittau. Le 13 octobre 1882, il y est promu sous-lieutenant. À ce titre, Meister est transféré au 100e régiment de grenadiers le 24 octobre 1885. À partir du 1er octobre 1888, Meister est envoyé à l'école des sous-officiers de Marienbourg pendant trois ans, et entre-temps, il est promu premier lieutenant le 20 mars 1889. Dans les années qui suivent, il continue à servir dans les troupes et devient capitaine le 18 septembre 1893. Pendant deux ans, à partir du 1er octobre 1897, Meister est affecté au bataillon d'infanterie d'entraînement de l'armée prussienne. Moins d'un an plus tard, il est nommé commandant de compagnie dans le 2e régiment d’infanterie est-asiatique. Il exerce cette fonction jusqu'au 1er octobre 1901, date à laquelle il est agrégé au 100e régiment de grenadiers du Corps, où il devient également commandant de compagnie onze jours plus tard. Le 1er octobre 1902, il est transféré à Leipzig comme adjudant au 24e division d'infanterie. En tant que major (depuis le 11 septembre 1903) Meister rejoint la troupe de protection du Sud-Ouest africain allemand le 5 juin 1904 et est affecté au 2e régiment de campagne. Avec ce régiment, il participe à la répression du soulèvement des Herero et Nama.
À la fin d'octobre 1906, Meister retourne en Saxe et, à partir du 1er novembre 1906 en tant que commandant du 1er bataillon du 100e régiment de grenadiers du Corps. Avec la promotion au grade de lieutenant-colonel le 21 septembre 1909, il est relevé de son commandement et sert en même temps comme adjudant d'escadre du roi de Saxe Frédéric-Auguste III. Meister y sert pendant les trois années suivantes, devenant colonel et, en tant que tel, commandant du 101e régiment de grenadiers le 1er octobre 1912.

### Première Guerre mondiale
Avec le déclenchement de la Première Guerre mondiale et la mobilisation, Meister passe avec son régiment en France via la Belgique et le mène, entre autres, à la bataille de la Marne. Après la bataille d'Ypres, Meister, qui est promu major général trois jours plus tôt, prend la tête de la 45e brigade d'infanterie le 4 décembre 1914. Au cours des mois suivants, la brigade, en association avec la 23e division d'infanterie, est principalement impliquée dans la guerre des tranchées en Champagne. Le 14 septembre 1916, Meister est nommé commandant de la 40e division d'infanterie, qui se trouve alors dans les Flandres. Après la bataille de la Somme, la division est retirée du front. En 1917, elle prend part à la bataille de Passchendaele et est transférée sur le front de l'Est début novembre. Après avoir participé aux batailles de position entre Niémen-Bérézina-Krewo-Smorgon-Naroch et Tweretsch, le cessez-le-feu a lieu ici en décembre 1917, ce qui aboutit à l'armistice jusqu'au 15 février 1918. Fin février 1918, il est déplacé vers l'ouest, suivi d'une guerre de tranchées entre la Meuse et la Moselle .

### Après-guerre
Après l'armistice de Compiègne, l'évacuation de la zone occupée commence ainsi que la marche de retour vers la garnison via Aix-la-Chapelle, Dortmund et Ahlen. Une fois sur place, Meister et sa division sont transférés à la protection des frontières contre la Tchécoslovaquie de la Bavière au sud de Freiberg. Le 18 février 1919, Meister est initialement mis à disposition comme officier par l'armée et prend sa retraite quatre jours plus tard.
Meister est l'un des accusés dans les procès de Leipzig à cause du massacre de Dinant. Bien que certains témoins ont déclaré que les otages exécutés comprennent des femmes et des enfants, le tribunal allemand n'a vu aucune raison de condamner Meister. Il déclare : «D'après cela, aucun fait ne permet de conclure que le meurtre est illégal. En outre, l’ordre de l’accusé de tirer sur ces civils n’est pas prouvé."
Master reçoit le grade de caractère de General der Infanterie le 27 août 1939, le soi-disant jour de Tannenberg.

## Honneurs
- Croix de chevalier 1re classe de l'ordre du mérite civil de Saxe avec épées[3]
- Croix de chevalier de 1re classe de l'ordre d'Albert avec épées
- Ordre militaire de Saint-Henri
  - Chevalier le 24 octobre 1905[4]
  - Commandant de 2e classe le 20 mars 1916[5]
- Médaille de service de longue durée saxonne
- Pour le Mérite le 2 novembre 1905
- Ordre de l'Aigle rouge de 3e classe avec des épées
- Ordre de la Couronne de 2e classe avec des épées sur des anneaux
- Croix d'honneur de 2e classe de l'ordre de la Maison princière de Hohenzollern
- Croix d’officier de l'ordre bavarois du Mérite militaire
- Croix d'honneur de l'ordre de la couronne du Wurtemberg
- Commandeur de l'Ordre du Griffon
- Croix de chevalier de 1re classe de l'ordre du lion de Zaeringen
- Croix d'officier de l'ordre d'Henri le Lion avec des épées
- Commandant de 2e classe de l'ordre de la Maison ernestine de Saxe
- Croix d'officier de la croix d'honneur reussoise
- Croix d'honneur de 2e classe de l'ordre de la Maison de Lippe
- Ordre de la Couronne de fer de 3e classe